# Canarsie – Rockaway Parkway
Canarsie – Rockaway Parkway – stacja końcowa metra nowojorskiego, na linii L. Znajduje się w dzielnicy Brooklyn, w Nowym Jorku i zlokalizowana jest za stacją East 105th Street. Została otwarta 28 grudnia 1906.